# Viren Nettasinghe
Pulikkutty Arachchilage Viren Nettasinghe (* 17. Juni 2003 in Colombo) ist ein Badmintonspieler aus Sri Lanka.

## Karriere
Viren Nettasinghe gewann bei den nationalen Titelkämpfen 2021, 2022 und 2023 jeweils zwei Vizemeistertitel. Bei den Indonesia International 2023 wurde er ebenfalls Zweiter. Dritter wurde er bei den Uganda International 2022, der Maldives International Challenge 2023 und den Iran Fajr International 2024. 2024 qualifizierte er sich für Olympia und wurde zum Fahnenträger seines Landes nominiert.